# Albert von Kölliker
Albert von Kölliker, geboren als Rudolf Albert Kölliker (Zürich, 6 juli 1817 – Würzburg, 2 november 1905) was een Zwitserse anatoom, fysioloog en zoöloog. Hij was een pionier van de histologie en de microscopische anatomie.

## Biografie
Kölliker studeerde vanaf 1836 zoölogie, anatomie en botanica in Zürich en later in Bonn en Berlijn. Hij promoveerde in 1841 in Zürich als doctor in de filosofie en in 1842 als dokter in de medicijnen in Heidelberg. Hij begon zijn carrière als embryoloog in Zürich, waar hij in 1844 hoogleraar werd in fysiologie en vergelijkende anatomie aan de universiteit. Hij leidde er de eerste cursus microscopie. In 1848 richtte hij samen met Karl Theodor Ernst von Siebold het Zeitschrift für wissenschaftliche Zoologie op. In 1849 werd hij professor in fysiologie en microscopische en vergelijkende anatomie aan de medische faculteit van de universiteit van Würzburg, waar hij de rest van zijn leven verbleef. Hij is vooral bekend als histoloog. Hij ontdekte onder meer het glad spierweefsel en andere weefselstructuren. Hij wordt beschouwd als de grondlegger van de celfysiologie. In 1852 publiceerde hij het Handbuch der Gewebelehre des Menschen, lange tijd het standaardwerk op dit gebied. Hij schreef ook het driedelige Mikroskopische Anatomie (Leipzig, 1850-1854). Tot zijn studenten behoorden o.m. Ernst Haeckel en Wilhelm His. In 1897 verhief prins-regent Luitpold van Beieren hem in de adel en mocht hij het voorvoegsel von gebruiken. In 1903 ging hij op emeritaat.
Zijn zoölogisch werk spitste zich voornamelijk toe op koralen en zeeveren. Hij schreef het deel "Pennatulida" (zeeveren) van het wetenschappelijk verslag van de Challenger-expeditie (1872–76), gepubliceerd in 1880. Daarvan waren 38 soorten uit 19 geslachten meegebracht, waaronder hij 27 voor de wetenschap nieuwe soorten en 7 nieuwe geslachten beschreef. Naar aanleiding van zijn onderzoek stelde Kölliker een nieuwe indeling van de Pennatulida voor.
Kölliker was buitenlands lid van de Royal Society of London. Die verleende hem in 1897 de Copley Medal. In 1902 ontving hij de Linnean Medal van de Linnean Society of London.
Wilhelm Röntgen gebruikte in 1896 voor een van de vroegste röntgenfoto's de hand van Albert von Kölliker; dit gebeurde tijdens een lezing voor de Physikalisch-Medizinische Gesellschaft van Würzburg, die Kölliker in 1849 mee had opgericht.